# دودلي سبيرلنغ
دودلي سبيرلنغ (9 نوفمبر 1913 – 1 مايو 1986) هو سبّاح من برمودا راحل، مثّل بلاده في الألعاب الأولمبية الصيفية 1936.

## روابط خارجية
دودلي سبيرلنغ على موقع الاتحاد الدولي للسباحة (الإنجليزية)
- دودلي سبيرلنغ على موقع أوليمبيديا (الإنجليزية)